# Selenophorus puertoricensis
Selenophorus puertoricensis är en skalbaggsart som beskrevs av Mutchler. Selenophorus puertoricensis ingår i släktet Selenophorus och familjen jordlöpare. Inga underarter finns listade i Catalogue of Life.